# Drewno reakcyjne
Drewno reakcyjne – grupa wad drewna z grupy wad budowy. Powstaje w pniu i gałęziach jako reakcja na długotrwałe bodźce mechaniczne: wiatr i nadmierny ciężar (np. spowodowany okiścią).
Do drewna reakcyjnego zalicza się: drewno ciągliwe (wytwarzane przez drzewa liściaste) i twardzicę (wytwarzaną przez drzewa iglaste).